# Brian Setzer

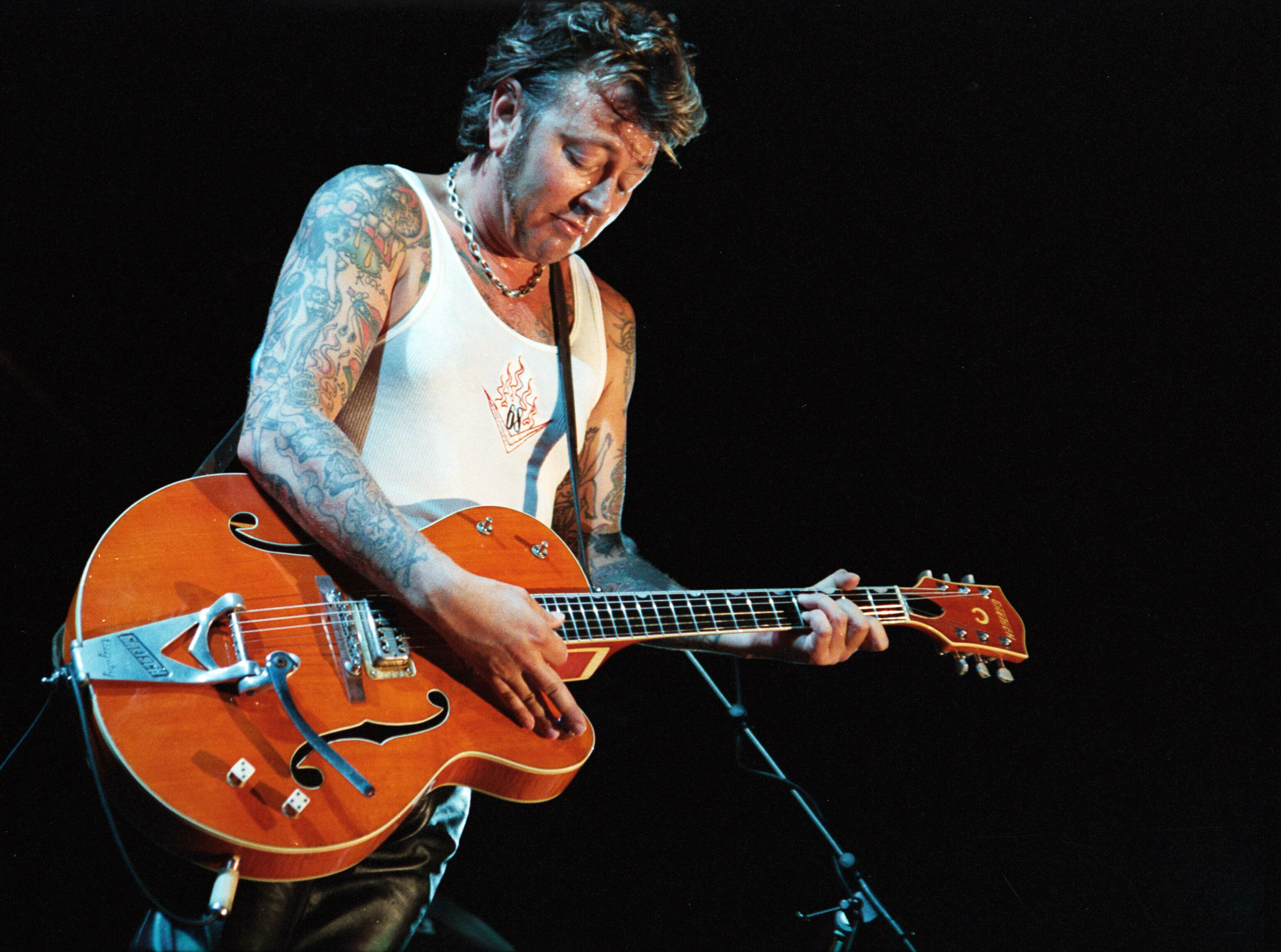
Brian Setzer (Salzburg, 2006)

Brian Robert Setzer (* 10. April 1959 in Massapequa, Long Island, New York) ist ein US-amerikanischer Rockabilly-Musiker, der mit der Gründung der Band Stray Cats im Jahre 1979 einen wichtigen Beitrag zum Rockabilly-Revival bzw. der Neo-Rockabilly-Welle der 1980er Jahre leistete.

## Leben und musikalischer Werdegang

### Anfänge
Setzer wuchs in Massapequa, einem kleinen Ort auf New Yorks Long Island, auf. Bereits im Alter von acht Jahren begann er das tubaähnliche Instrument Euphonium zu spielen und entdeckte erst etwas später seine Leidenschaft zur Gitarre. Ende der 1970er Jahre spielte Setzer in der New Yorker New-Wave-Formation Bloodless Pharaohs und gründete zusammen mit Leon Drucker (Lee Rocker) und James McDonell (Slim Jim Phantom) das Rockabilly-Trio Brian Setzer and the Tomcats, welches sich später in Stray Cats umbenannte. Im Sommer des Jahres 1980 flogen die drei nach London, um dort ihr Glück als Musiker zu suchen.

### Karriere
Nach einer Vielzahl von Auftritten in den unterschiedlichsten Londoner Clubs erhielten sie gegen Ende des Jahres ihren ersten Plattenvertrag und landeten mit ihrer Debütsingle Runaway Boys einen Top-Ten-Hit. Mit Rock This Town und Stray Cat Strut folgten zwei weiteren Platzierungen in den Top Ten der britischen Charts. Auch das Debütalbum der Band stieg hoch in die Charts ein.
Nach dem zweiten weniger erfolgreichen europäischen Album Gonna Ball kehrten die Stray Cats in die USA zurück. Das US-Album Built for Speed, ein Zusammenschnitt der beiden ersten europäischen Alben aus dem Jahr 1982, platzierte sich an der Spitze der Billboard-Charts und verkaufte sich über zwei Millionen Mal.
Ein weiteres erfolgreiches Album Rant n Rave with the Stray Cats – wieder in Europa produziert – folgte, bevor sich die Band 1984 auflöste und lediglich aus vertragsrechtlichen Gründen 1986 ihr US-Album Rock Therapy veröffentlichte.
Zwischenzeitlich war Setzer in seine Soloprojekte eingebunden und veröffentlichte 1986 das Mainstream-Rock-Album The Knife Feels Like Justice. 1988 folgte ein weiteres Soloalbum Setzers, Live Nude Guitars, das wesentlich mehr am Rockabilly orientiert war als sein Vorgänger. Im gleichen Jahr kam es zu einer Wiedervereinigung der Stray Cats, die in der Folgezeit vier weitere Alben veröffentlichten, etliche Tourneen unternahmen und sich schließlich 1994 erneut auflösten.

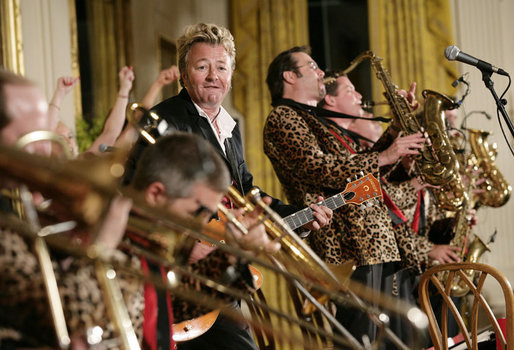
Brian Setzer mit seinem Orchester bei einem Konzert im Weißen Haus

Setzer erinnerte sich an seine Leidenschaft aus Kindheitstagen – den Big-Band-Sound – und gründete das „Brian Setzer Orchestra“, eine Big Band, der er eine Gitarre als Führungsinstrument voranstellte und die rockiger als die üblichen Big Bands klang. Nach Startschwierigkeiten, zwei mäßig erfolgreichen Alben, kam 1998 mit dem dritten Album The Dirty Boogie der Durchbruch. Das Album verkaufte sich über drei Millionen Mal und brachte Setzer zudem noch zwei Grammys ein. Das Nachfolge-Album Vavoom! konnte mit seinem Vorgänger nicht mithalten, erhielt dennoch einen weiteren Grammy.
Erst mit dem Weihnachtsalbum Boogie Woogie Christmas aus dem Jahr 2002 konnte Setzer im Orchestra-Bereich an alte Erfolge anschließen. Trotz seiner Tätigkeit mit der Big Band blieb Setzer seinen musikalischen Wurzeln treu und veröffentlicht hin und wieder Rockabilly-Alben. So im Jahr 2001 (Ignition) und 2003 (Nitro Burnin’ Funny Daddy). Im Jahre 2004 kam es zum 25-jährigen Bestehen der Stray Cats zu einer Re-Union der Band, der eine ausgedehnte Europatournee folgte.
Im Juli 2005 ging Brian Setzer erneut auf Europatournee und veröffentlichte als Tribut an Elvis Presley, Carl Perkins, Johnny Cash und andere Sun-Künstler die CD Rockabilly Riot! Vol.1: A Tribute to Sun Records, mit der er in die deutschen Albumcharts einsteigen konnte.
Im September 2007 veröffentlichte das „Brian Setzer Orchestra“ nach sieben Jahren sein erstes neues und reguläres Studioalbum, das den Titel Wolfgang’s Big Night Out trägt. Setzer wagt sich bei diesem Album an unbekanntes Terrain und überarbeitet Klassiker von Mozart, Beethoven, Wagner und anderen in einem Swing-Rockabilly-Stil.
Im Juni 2023 meldete sich Setzer über Social Media aus dem Terrarium Recording Studio in Minneapolis. Mit Studio-Boss Jason Orris habe er Material für zwei neue Alben aufgenommen. Am 15. September wurde das Album The Devil Always Collect veröffentlicht.

## Sonstiges
- Brian Setzer verwendet vorwiegend Gitarren der Marke Gretsch.
- 1987 spielte Setzer im Film La Bamba sein musikalisches Vorbild Eddie Cochran.
- In der Folge It’s only Rock ’n’ Roll (englischer Originaltitel How I spent my Strummer Vacation) der Fernsehserie Die Simpsons hat Setzer neben anderen Musikgrößen wie Lenny Kravitz und den Rolling Stones einen Gastauftritt, bei dem er sich selbst synchronisiert.
- 1998 trat er in der Sitcom Die Nanny (Staffel 5 Folge 3) zusammen mit seinem Orchester auf.[3]
- Der Deutsche Journalisten-Verband kritisiert Knebelverträge für Fotojournalisten und hebt Brian Setzer als besonders schlechtes Beispiel hervor.[4]

## Diskografie

### Solo-Alben
- 1986: The Knife Feels Like Justice
- 1988: Live Nude Guitars
- 1998: Rockin’ By Myself
- 2003: Nitro Burnin’ Funny Daddy
- 2005: Rockabilly Riot Volume 1
- 2006: 13
- 2014: Rockabilly Riot! All Original
- 2021: Gotta Have the Rumble
- 2023: The Devil Always Collects

### Brian Setzer Orchestra
- 1994: Brian Setzer Orchestra
- 1995: Guitar Slinger (Japan-Ausgabe)
- 1996: Guitar Slinger
- 1997: MOM 2 (Kompilation)
- 1998: The Dirty Boogie
- 2000: Vavoom!
- 2001: Jumpin’ East of Java (Live, Japan-Ausgabe)
- 2002: Best of the Big Band (Japan-Ausgabe)
- 2002: Boogie Woogie Christmas
- 2004: The Ultimate Collection (2 CDs, Live)
- 2004: Boogie Woogie Christmas (Wiederveröffentlichung)
- 2005: Dig That Crazy Christmas
- 2007: Wolfgang’s Big Night Out
- 2008: The Ultimate Christmas Collection
- 2009: Songs from Lonely Avenue
- 2010: Don’t Mess with a Big Band (Live)
- 2011: It’s Gonna Rock (Live-DVD)

### Brian Setzer 68 Comeback Special
- 2001: Ignition!

### Brian Setzer & the Nashvillains
- 2007: Red Hot & Live

### Beteiligung an Soundtracks und Kompilationen
[in eckigen Klammern Angabe ob als Solointerpret (BS Solo), mit dem Brian Setzer Orchestra (BSO) oder als Brian Setzer 68 Comeback Special (BS 68 CS) vertreten]
- 1987: La Bamba (Soundtrack) [BS Solo]
- 1994: The Mask (Soundtrack) [BSO]
- 1995: Blue Suede Sneakers (Kompilation) [BS Solo]
- 1996: The Songs of West Side Story (Kompilation) [BS Solo]
- 1996: Songs from the Aristocats (Soundtrack EP) [BS Solo]
- 1996: Jingle All the Way (Soundtrack) [BSO]
- 1996: MOM 1 (Kompilation) [BS Solo]
- 1999: MOM 3 (Kompilation) [BS Solo]
- 1999: Stuart Little (Soundtrack) [BSO]
- 1999: Three to Tango (Soundtrack) [BSO]
- 2000: Me, Myself & Irene (Soundtrack) [BSO]
- 2001: Disney’s House of Mouse (TV-Soundtrack) [BSO]
- 2002: The Country Bears (Soundtrack) [BS 68 CS]